# إدغار فيفار
إدغار فيفار (بالإسبانية: Édgar Vivar)‏ ممثل مكسيكي قدير من مواليد 28 ديسمبر 1944 شارك في عدد كبير من الأفلام و المسلسلات من أبرزها مسلسل أين أبي عام 2005 في دور (ميسيو بيدرو).

## وصلات خارجية
- إدغار فيفار على موقع IMDb (الإنجليزية)
- إدغار فيفار على موقع ألو سيني (الفرنسية)
- إدغار فيفار على موقع ميوزك برينز (الإنجليزية)
- إدغار فيفار على موقع أول موفي (الإنجليزية)
- إدغار فيفار على موقع قاعدة بيانات الأفلام السويدية (السويدية)
- إدغار فيفار على موقع قاعدة بيانات الفيلم (الإنجليزية)
- إدغار فيفار على موقع كينوبويسك (الروسية)